# Cyprzanów
Cyprzanów – wieś w Polsce położona w województwie śląskim, w powiecie raciborskim, w gminie Pietrowice Wielkie, na lewym, północnym brzegu Psiny.

## Historia
Wieś była wcześniej częścią Janowic, a obecnie miejscowości są połączone. Nazwa wsi pochodzi od imienia kantora Cypriana (zm. 1431). W roku 1339 właścicielem wsi był rycerz Mieszko na Kornicy, który darował kościołowi parafialnemu z Raciborza dochody z połowy wioski. Wkrótce cała wieś przeszła na własność kolegiaty raciborskiej. 
Wieś zniszczył w 1861 roku wielki pożar. Z Cyprzanowa pochodzi działacz śląski z okresu Wiosny Ludów Emanuel Smołka (1820-1854).
Historycznie Cyprzanów był osadą graniczną diecezji wrocławskiej. Parafia Janowicz, obecna parafia Trójcy Świętej w Cyprzanowie, została wymieniona w spisie świętopietrza z 1447. Położone na południowym, prawym brzegu od Psiny Samborowice leżały już w diecezji ołomunieckiej. Tradycyjnie posługiwano się tu jeszcze śląskim dialektem jednak z silnymi wpływami gwar laskich.
W latach 1975–1998 miejscowość administracyjnie należała do województwa katowickiego.

## Zabytki
We wsi znajduje się kościół parafialny Trójcy Świętej, który zbudowano w latach 1865-1888 w stylu neogotyckim. Zachował się również szereg typowych zagród w układzie frankońskim z końca XIX wieku i początku XX wieku oraz kapliczka z połowy XIX wieku.